# Desaparición de Mirella Gregori
Mirella Gregori (Roma, 7 de octubre de 1967- desaparecida en mayo de 1983) fue una joven italiana que desapareció en la capital italiana el 7 de mayo de 1983, cuando tenía 15 años. Su desaparición fue relacionada con el caso casi simultáneo de Emanuela Orlandi, un mes después. Ninguna de las dos chicas ha sido encontrada en la actualidad, pese a las constantes pistas y rastreos en su búsqueda.

## Historia
Mirella Gregori era la hija menor del dueño de un bar en la Via Volturno de Roma. Vivía con sus padres en Via Nomentana y fue descrita por todos como una chica absolutamente normal que estudiaba en un instituto técnico en la capital. El día de su desaparición, Mirella acudió a la escuela y regresó al domicilio familiar en torno a las 14:00 horas, después de estar un tiempo en un bar cercano con una amiga, hecho que dicha amiga corroboraría posteriormente.
Cuando regresó a casa, Mirella recibió una llamada por el telefonillo de un amigo, un tal "Sandro", que le decía de bajar. La familia recordó a la joven Mirella contestar por el interfono con frases como "¡Si no me dices quién eres, no bajaré!". Posteriormente, Mirella decidiría bajar a la calle y aseguró a su familia que salía para quedar con un antiguo compañero de clase en el monumento de la Puerta Pía. No obstante, los investigadores averiguaron luego que el supuesto compañero con el que iba a quedar no había acudido porque no había quedado con ella, al estar ocupado en otra parte de la ciudad. Desde entonces, la pista de Mirella desapareció.
La madre informó que su hija, poco antes de desaparecer, se jactó de que podía encontrar el dinero necesario para comprar un apartamento que sus padres no podían pagar. Sin embargo, esa posibilidad fue descartada y los investigadores sólo lo vieron como una frase de rebeldía adolescente, que buscaba confrontar a sus progenitores en un momento puntual. La madre, durante una visita del papa Juan Pablo II a la Iglesia de San José dei Falegnami el 15 de diciembre de 1985, reconoció a Raoul Bonarelli, una persona que a menudo servía a su hija y a la amiga de esta en un bar cerca de casa. En 1997, el poder judicial ordenó un proceso contra Raoul Bonarelli, que resultó conocer a la chica, pero no se supo nada. El proceso contra personas desconocidas por secuestro se inició en 2007.
Según un documento del Sisde (el servicio de inteligencia italiano) con fecha del 31 de octubre de 1983, referido por el periodista Tommaso Nelli en Cronaca & Dossier, una revista de periodismo forense, la hija de los gerentes del bar ubicado en ese momento bajo la residencia Gregori habría tenido conocimiento de la identidad del hombre que convenció a Mirella para que lo siguiera. A pesar de haberlo mantenido durante más de un año desde su adquisición, los magistrados de la última investigación judicial no dieron más detalles sobre dicha información.
Según el testimonio de Mehmet Ali Ağca, el ciudadano turco que trató de asesinar a Juan Pablo II en la plaza de San Pedro en 1981, la desaparición de Mirella Gregori estaría estrechamente relacionada con la de la joven Emanuela Orlandi y la del periodista soviético Oleg G. Bitov, desaparecido el 9 de septiembre durante el Festival de Cine de Venecia. En varios comunicados entre 1983 y 1984, la organización turca de extrema derecha Lobos Grises declaró que estaban vigilando a ambas jóvenes. En realidad la historia llegó a ser más compleja. Según una declaración del exfuncionario de la Stasi, Günter Bohnsack a un periodista del diario La Repubblica, habrían sido los servicios secretos de Alemania Oriental, junto con los búlgaros y los soviéticos de la KGB los autores de las desapariciones, todo para relacionar el caso Orlandi con el de Gregori y realizar anuncios falsos como el de los Lobos grises para desviar las investigaciones sobre la pista búlgara en el ataque a Juan Pablo II.
Nunca surgieron elementos concretos que pudieran apoyar un vínculo entre la desaparición de Mirella y la de Emanuela Orlandi, ni se ha comprobado si detrás de la desaparición de Orlandi había una dirección de terceros, mucho menos vinculada a la del terrorismo. Las dos chicas, aunque tenían la misma edad, no se conocían o tenían conocidos en común. No obstante, muchas han sido las pistas que han tratado de relacionar ambas casos. Sonada fue la investigación llevada a cabo en octubre de 2018, cuando el Vaticano informó del hallazgo de "huesos humanos" en la Nunciatura Apostólica en Roma. Rápidamente los medios señalaron la posibilidad de que fueran los restos de Gregori u Orlandi. Sin embargo, las pruebas forenses descartaron la relación, ya que los huesos fueron datados de antes del año 1964, y correspondían a un varón.
La última investigación tuvo lugar en julio de 2019, después de que la familia de Orlandi recibiera una carta anónima y tuvieran la confesión de varios trabajadores y monseñores de la Ciudad del Vaticano, que hacían pensar que los restos de Emanuela pudieran estar enterrados en la llamada "Tumba del Ángel", que quedó relacionada al vecino sepulcro de la princesa Sofía von Hohenlohe, en el Cementerio Teutónico del Estado pontificio.
Tanto esa tumba como la adyacente fueron abiertas el día 11 de julio en busca de pistas sobre Emanuela y también de Mirella. Sorprendentemente, las dos tumbas estaban vacías; no solo no estaban los restos de Emanuela, sino tampoco los de las dos princesas que supuestamente debían descansar allí.